# Homokszil
Homokszil (szerbül Уљма / Uljma, németül Ulma) település Szerbiában, a Vajdaságban, a Dél-bánsági körzetben, Versec községben.

## Fekvése
Versectől délnyugatra, Temesmiklós, Temesvajkóc és Izbistye közt fekvő település.

## Története
Homokszilről a török hódoltság előtti időkről nem maradt fenn írásos adat, de a hódoltság végén már lakott helyként említették, és az 1723-1725-ös gróf Mercy-féle térképen Ulma néven jelölték a verseczi kerületben, 1770-1773. között pedig a szerb és német határőrségnek engedték át, majd 1873-ban Temes vármegyéhez csatolták.
1910-ben 3863 lakosából 64 fő magyar, 219 fő német, 3364 fő szerb, 166 fő román, 1 fő tót, 73 fő egyéb (legnagyobbrészt krassován) anyanyelvű volt. Ebből 371 fő római katolikus, 9 fő református, 3 fő ág. hitv. evangélikus,  3487 fő görögkeleti ortodox, 6 fő izraelita, 11 fő egyéb vallású volt. Írni és olvasni 2072 fő tudott. 437 lakos tudott magyarul.
A trianoni békeszerződés előtt Temes vármegye Fehértemplomi járásához tartozott.

## Népesség

### Demográfiai változások
| 1948 | 1953 | 1961 | 1971 | 1981 | 1991 | 2002 | 2011 |
| ---- | ---- | ---- | ---- | ---- | ---- | ---- | ---- |
| 3775 | 3933 | 4237 | 4391 | 4115 | 3961 | 3598 | 3269 |

## Nevezetességek
- Görögkeleti temploma - 1858-ban épült

## Jegyzetek

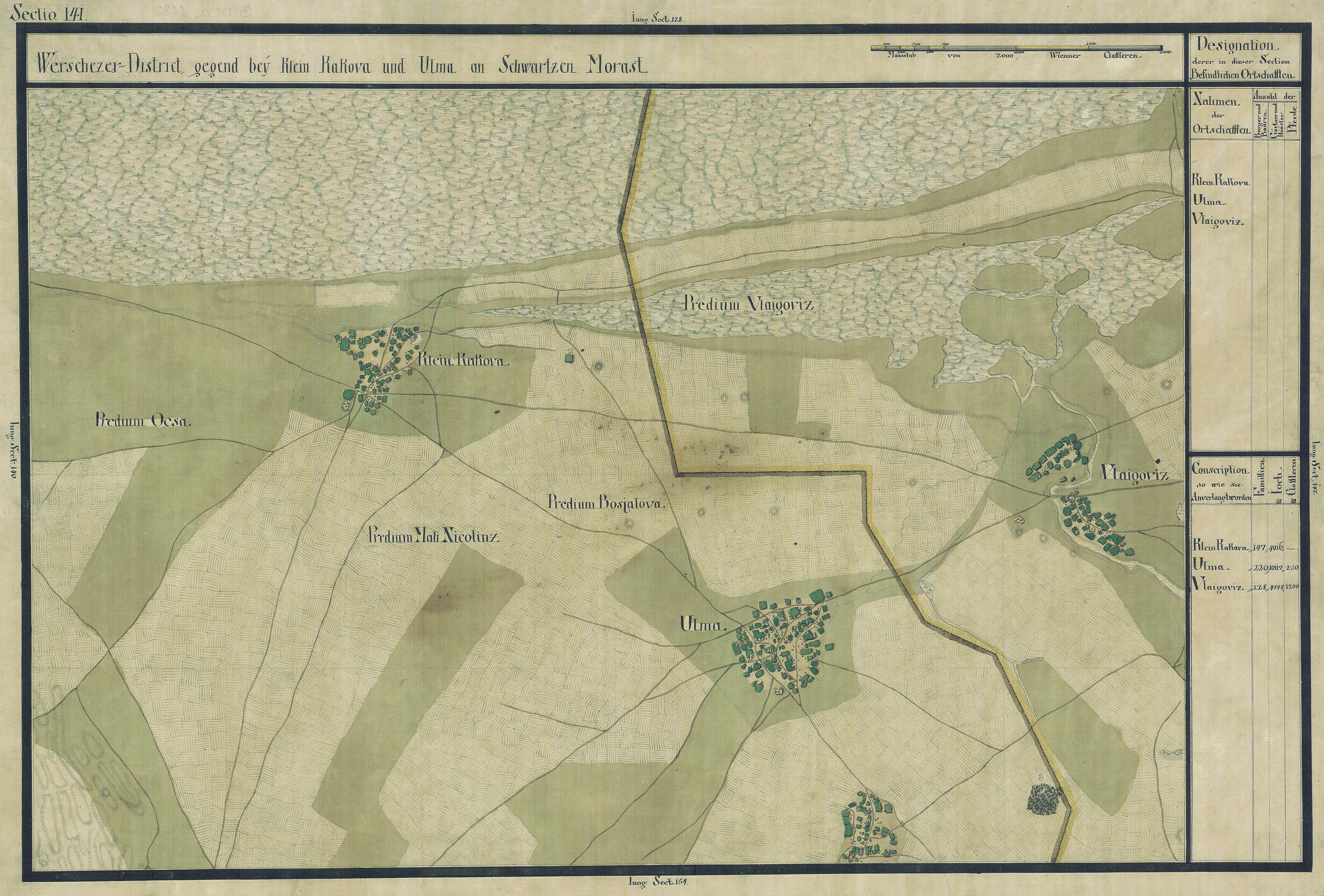
Homokszil egy régi térképen